# Rijstolie

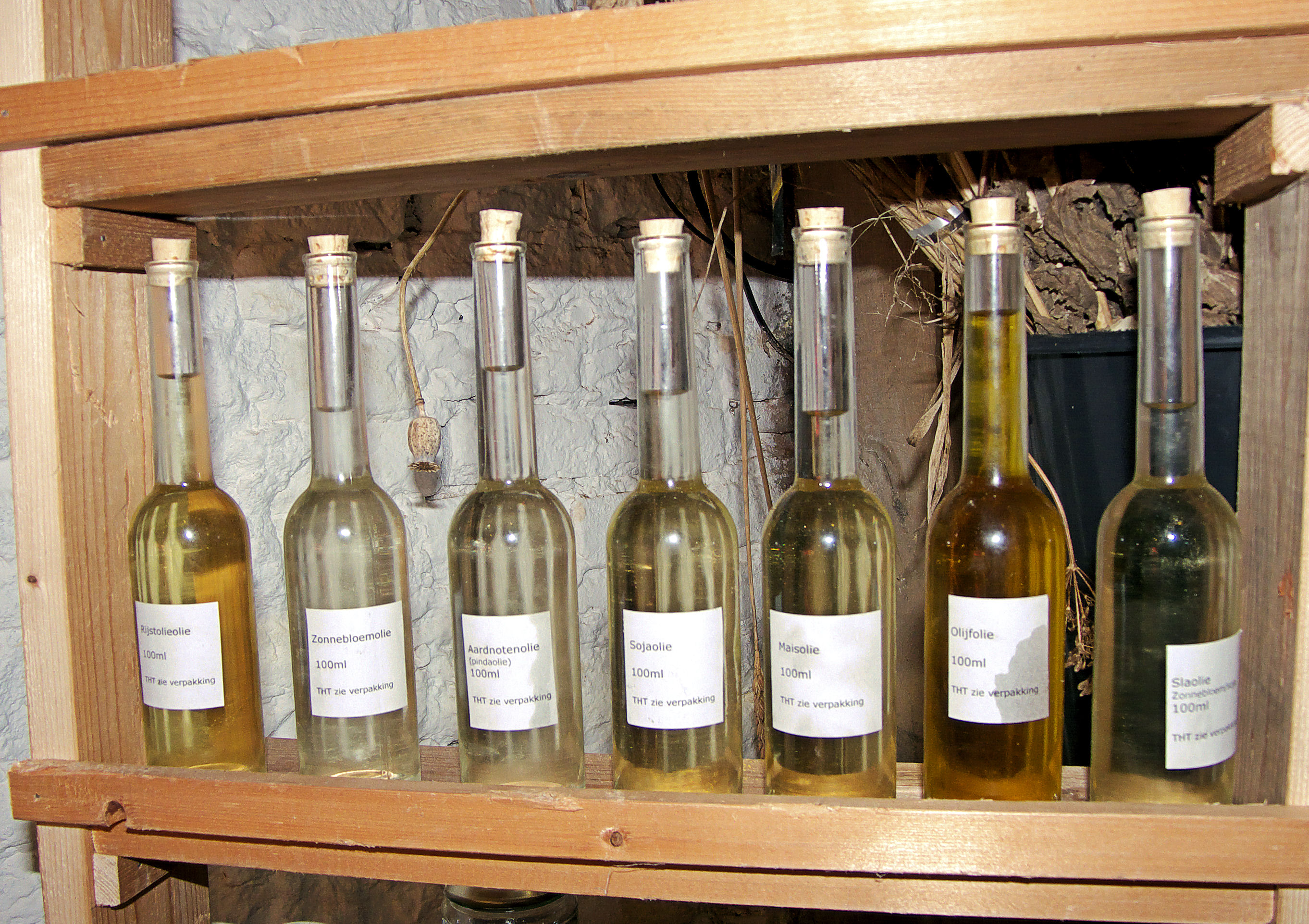
Diverse oliën, links rijstolie

Rijstolie of rijstvliesolie is de olie die gewonnen wordt uit de zilvervliezen en de kiem van rijstkorrels. Het zilvervlies bestaat uit de aleuronlaag, zaadhuid en vruchtwand van de rijstkorrel, die een graanvrucht is.
Rijstolie is geschikt voor consumptie, heeft geen uitgesproken smaak of geur en een hoog rookpunt van 255°C (490°F), waardoor het zeer geschikt is om eten te bereiden bij hoge temperaturen zoals frituren en roerbakken (wokken). Rijstolie is populair in de keuken van Aziatische landen, als China, Japan en Thailand.
De rijstolie wordt gewonnen uit het dunne vliesje tussen de korrel en de huls. Dit vliesje bevat onder andere vitaminen, proteïne, mineralen en lecithine. De olie zou ook goed voor de gezondheid zijn omdat het rijk is aan vitamine E en gamma oryzanol, een antioxidant dat mogelijk helpt hartaanvallen te voorkomen en eveneens een cholesterolverlagende werking heeft.
Rijstolie bevat verschillende soorten vet(zuur), waarvan 47% enkelvoudig onverzadigd, 33% meervoudig onverzadigd en 20% verzadigd. De samenstelling van de vetzuren in rijstolie is:
| Vetzuur           | Percentage |
| ----------------- | ---------- |
| Palmitinezuur     | 15,0%      |
| Stearinezuur      | 1,9%       |
| Oliezuur          | 42,5%      |
| Linolzuur         | 39,1%      |
| Alfa-linoleenzuur | 1,1%       |
| Arachidezuur      | 0,5%       |
| Beheenzuur        | 0,2%       |